# HMS Cairo (D87)
«Каїр» (D87) (англ. HMS Cairo (D87) — військовий корабель, легкий крейсер типу «C» крейсер підкласу «Карлайль» Королівського військово-морського флоту Великої Британії за часів Другої світової війни.
«Каїр» був закладений 28 листопада 1917 на верфі компанії Cammell Laird, Беркенгед. 19 листопада 1918 року спущений на воду, а 23 вересня 1919 увійшов до складу Королівських ВМС Великої Британії.
Легкий крейсер не встиг взяти участь у подіях Першої світової війни, однак він взяв активну участь у бойових діях на морі в Другій світовій війні, бився у Північній Атлантиці, на Середземному морі, біля берегів Франції, Англії та Норвегії, супроводжував мальтійські та атлантичні конвої. За проявлену мужність та стійкість у боях бойовий корабель заохочений трьома бойовими відзнаками.
12 серпня 1942 року під час проведення операції «П'єдестал» з проведення стратегічно важливого конвою на острів Мальта був потоплений італійським підводним човном «Аксум» неподалік від Бізерти.

## Дизайн і конструкція
Легкий крейсер «Каїр» (або «Кайро») належав до підкласу «Карлайль» крейсерів типу «C» що будувались комплексною програмою наприкінці Першої світової війни, що конструктивно базувався на проекті крейсерів «Аретюза».
Корпус «Кайро» мав загальну довжину між перпендикулярами — 140 м м, бімс — 13 м та осадку до 4,3 м. Водотоннажність бойового корабля становила: стандартна — 4180 та повна — 4950 довгих тонн відповідно. Екіпаж крейсера включав 334 офіцери та матроси.
Крейсер мав чотирьохвальну енергетичну установку, яка розташовувалася у двох машинних відділеннях. 8 водотрубних котлів «Ярроу» розташовувалися у двох парових відділеннях, пара від них подавалася на 4 парові турбіни прямої дії «Парсонс». Сумарна потужність становила 30 000 к.с при 590 об/хв., що дозволяло отримати розрахункову швидкість 28 вузлів. У форсованому режимі тривалістю до 8 годин турбіни досягалась максимальна потужність до 40 000 к. с. при 650 об/хв., що дозволяло розвинути крейсерові розрахункову швидкість у 30 вузлів. На крейсері не передбачалися редуктори, тому ефективна витрата палива була можлива тільки при високій швидкості.
Дальність плавання на високих швидкостях корабля сягала близько 1000 миль при швидкості 28,5 вузлів (за іншими даними 2000 миль) і 5900 миль (10 930 км) на 10 вузлах.
Для постачання «Кайро» електроенергією встановлювалися три генератори по 52,55 кВт напругою 105 вольт, крім цього, був передбачений опріснювач продуктивністю 84 тонни води на добу і паровий компресор 180 атм. Загальна вага головної енергетичної установки та допоміжного обладнання становила 800 тонн.

## Озброєння
Корабельна артилерія головного калібру (ГК) крейсера «Каїр»: п'ять 152-мм морських гармат BL 6 inch Mk XII), розташованих на кормі корабля. При максимальному куті піднесення станку PVII 15° дальність стрільби BL 6 inch Mk XII становила, за різними даними, від 12 344 до 12 800 м.
Зенітне озброєння корабля включало дві 76,2-мм зенітних гармати QF 3-inch 20 cwt, чотири 76,2-мм зенітних гармати Hotchkiss та дві 40-мм автоматичні зенітні гармати Vickers QF 2.
Торпедне озброєння нараховувало два зчетверених 533-мм торпедних апарати типу DR II.
Управління артилерійським вогнем здійснювалося з двох далекомірних постів, на носовій надбудові та кормовому мостику. Кожен пост обладнувався далекоміром фірми «Barr & Stroud» з базою дев'ять футів (2,74 м).
У 1939 році легкий крейсер був перекваліфікований у крейсер ППО, відповідно на ньому провели масштабні роботи зі зміни корабельного озброєння. 152-мм морські гармати BL 6 inch Mk XII демонтували, замість них встановили вісім (4 × 2) 102-мм універсальних гармат QF 4 inch Mk XIX. Кількість 40-мм автоматичних зенітних гармат Vickers QF 2 збільшили удвічі.

## Історія

### Передвоєнні часи
Легкий крейсер «Каїр» увійшов до лав британського Королівського флоту вже після завершення боїв Першої світової війни. 1920 він переведений до Китайської станції, а через рік продовжив службу у складі сил Ост-Індської станції, де перебував до 1925 року, поки не повернувся до Сінгапуру. У 1927 році крейсер включений до 8-ї крейсерської ескадри Північноамериканської та Вест-Індської станції. З 1928 до 1930 року корабель був флагманським кораблем контрадмірала, командира есмінцями Середземноморського флоту Британської імперії. У 1931—1932 проходив плановий ремонт у доках Чатема, продовжив службу у лавах Флоту метрополії. Визначений флагманським кораблем комодора ескадрених міноносців Домашнього флоту.
4 листопада 1937 року «Каїр» виділений до складу крейсерів, що перебудовувались на крейсери ППО, для підвищення спроможностей британського флоту протистояти повітряним нападам авіації ймовірного противника. Модернізація та переозброєння проводились у 1938—1939 роках у корабельні Портсмута.

### Початок війни
З початком Другої світової війни, крейсер «Каїр» переведений до Командування Нор. 11 вересня вийшов на прикриття від ударів з повітря мінного крейсера «Адвенчур», допоміжних мінних загороджувачів «Гемптон» та «Шеппертон», що здійснювали постановку мінних полів у протоці Па-де-Кале.
У подальшому виконував бойові завдання з ескорту, патрулювання та забезпечення протиповітряної оборони кораблів і суден поблизу берегів Англії. У березні 1940 року з крейсерами «Калькутта» та «Шеффілд» забезпечував протиповітряну оборону британських кораблів, що рушили до Норвегії й в зворотному напрямку.
До початку вторгнення німецького вермахту в Норвегію переведений до Домашнього флоту та 11 квітня 1940 року вийшов на чолі есмінців «Волонтир», «Візерінгтон», «Вейнок», «Вірлвінд» та «Хайлендер», що ескортували конвой NP 1 з британськими військами до норвезького Нарвіка.
14 квітня з крейсером «Бірмінгем», есмінцями «Вейнок», «Вірлвінд» та «Хайлендер» супроводжував польський лайнер «Хробрий» та лайнер «Імператриця Австралії» до Намсуса. Протягом квітня-травня прикривав британські та французькі кораблі, що діяли біля норвезьких берегів.
17 травня з крейсерами «Еффінгам» та «Ковентрі», есмінцями «Матабеле» і «Еко» прикривав перехід транспортів з Гарстада до Буде. Брав участь у порятунку постраждалих з крейсера «Еффінгам», який урізався в мілину. 28 числа під час нальоту німецьких бомбардувальників отримав пошкодження внаслідок влучення авіаційної бомби.
Літо 1940 року корабель перебував на ремонту в Геббурні, 12 серпня повернувся до строю. До кінця року виконував бойові завдання поблизу берегів Великої Британії.

### 1941
З січня до березня 1941 року крейсер проходив черговий етап модернізації озброєння, отримував новітні зразки радарів та інших засобів боротьби з підводними човнами й літаками противника. З 5 березня уведений до строю, базувався на ВМБ у Клайді та брав участь у супроводженні транспортних і військових конвоїв з військами та технікою серії WS, що відходили від берегів Англії й далі прямували Атлантикою до Гібралтару через Середземне море на Близький Схід або до Індійського океану.
Так, 25 березня 1941 року «Каїр» вийшов на забезпечення прикриття з повітря конвою WS 7. 22 травня «Каїр» вийшов на прикриття чергового конвою WS 8B, який також проходив Північно-західними підходами. 3 червня «Каїр» ескортував з групою кораблів конвой WS 9A. 29 червня він виходив на ескорт конвою WS 9B. 2 серпня він виходив на ескорт конвою WS 10. 31 серпня супровід конвою WS 11. 1 жовтня виходив з конвоєм WS 12.

### 1942
З грудня 1941 року до 6 лютого 1942 року корабель перебував на ремонті в Девонпорту.
13 квітня 1942 року «Каїр» з крейсером «Карібдіс» вийшов до Гібралтару, де вони приєднались до оперативної групи флоту «W» у складі лінійного крейсера «Рінаун», есмінців «Інглефілд», «Ітіруель», «Весткотт», «Відетте», «Вішарт», «Реслер», «Антилопа» для супроводу авіаносця «Уосп», який супроводжували американські ескадрені міноносці «Ланг» та «Медісон».
Наступного дня після вдалого виконання завдання операції «Календа», оперативна група повернулася до Гібралтару. Замисел британського командування мав доставку на Мальту 48 британських винищувачів, що злетіли з палуби американського авіаносця «Уосп», й незабаром 47 з них приземлилося на аеродром Та-Калі (англ. Ta Qali) на Мальті. Пілот одного з літаків дезертував разом з винищувачем.
11 червня 1942 року крейсер «Каїр» разом з есмінцями «Бедуїн», «Марна», «Матчлесс», «Ітуріель», «Партрідж», «Бланкні», «Бедсворт», «Мідлтон», «Куяв'як», тральщиками «Хебе», «Спіді», «Рай», «Хайт» увійшов до близького ескорту З'єднання «W», що діяло в операції «Гарпун» — спробі британців провести на обложену Мальту конвой з 6 транспортних суден.
14 та 20 липня 1942 року «Каїр» здійснював протиповітряне прикриття авіаносців в операціях — «Пінпойнт» та «Інсект» відповідно.
11 серпня 1942 року «Каїр» з есмінцями «Відет», «Весткотт» і «Ресле» взяв участь в ескортуванні конвою у складі з'єднання «X» в операції «П'єдестал». Ескортне з'єднання, що виділялося на супровід транспортного конвою для доставлення вантажів на острів, було найпотужнішим за усю війну. До складу входили 2 лінкори, 4 авіаносці, 7 крейсерів і 32 есмінці
, командувачем був віцеадмірал Е.Сіфрет. Британське адміралтейство повністю усвідомлювало, що доля острова залежатиме від того, скільки транспортних суден з 15-ти, що вирушили на Мальту, добереться до острова.
Конвой проривався до обложеного острову під потужнішими ударами з повітря та атаками німецьких підводних човнів, й зазнав важкі втрати. Британський «Ігл» був потоплений німецьким підводним човном U-73 й тільки 5 транспортних суден, у тому числі сильно пошкоджений коштовний американський танкер SS «Огайо», спромоглися прорватися до обложених.
12 серпня 1942 року крейсер «Каїр» піддався атаці італійського підводного човна «Аксум» неподалік від Бізерти. Субмарина влучила двома торпедами в корпус крейсера, внаслідок чого він був повністю виведений з ладу. Вцілілі моряки були врятовані есмінцем «Вілтон», а корабель був розстріляний корабельними гарматами «Дервента» та потоплений.